# Polzelo
Polzelo – wieś w Słowenii, w gminie Velike Lašče. W 2018 roku liczyła 1 mieszkańca.